# Campionati mondiali di tennistavolo 2011
I Campionati mondiali di tennis tavolo 2011 si sono svolti all'Ahoy di Rotterdam (Paesi Bassi) dall'8 al 15 maggio 2011. È stata la 51ª edizione del torneo, organizzato dalla ITTF.

## Programma
I titoli in palio erano 5. Le qualificazioni si sono svolte l'8 e il 9 maggio.
|  | Turni  |
|  | Finali |

| Maggio              | 8 | 9  | 10     | 11     | 12     | 13     | 14    | 15    |
| ------------------- | - | -- | ------ | ------ | ------ | ------ | ----- | ----- |
| Singolare maschile  |   |    | 1T     | 2T, 3T | 3T, 4T | 4T     | QF    | SF, F |
| Singolare femminile |   |    | 1T     | 2T, 3T | 4T     | QF, SF | F     |       |
| Doppio maschile     |   |    | 1T, 2T | 3T     | QF     |        | SF, F |       |
| Doppio femminile    |   |    | 1T, 2T |        | 3T     | QF     | SF    | F     |
| Doppio misto        |   | 1T | 2T, 3T | 4R     | QF, SF | F      |       |       |

## Medagliere
| Posizione | Paese         | Oro | Argento | Bronzo | Totale |
| --------- | ------------- | --- | ------- | ------ | ------ |
| 1         | Cina          | 5   | 5       | 4      | 14     |
| 2         | Corea del Sud | 0   | 0       | 2      | 2      |
| 2         | Hong Kong     | 0   | 0       | 2      | 2      |
| 4         | Germania      | 0   | 0       | 1      | 1      |
| 4         | Giappone      | 0   | 0       | 1      | 1      |
| Totale    | Totale        | 5   | 5       | 10     | 20     |

## Vincitori

### Singolare maschile
Zhang Jike b.  Wang Hao 12-10, 11-7, 6-11, 9-11, 11-5, 14-12

### Singolare femminile
Ding Ning b.  Li Xiaoxia 12-10, 13-11, 11-9, 8-11, 8-11, 11-7

### Doppio maschile
Ma Long /  Xu Xin vs.  Chen Qi /  Ma Lin 11-3, 11-8, 4-11, 11-4, 11-7

### Doppio femminile
Guo Yue /  Li Xiaoxia vs.  Ding Nin /  Guo Yan 11-8, 11-5, 13-11, 11-8

### Doppio misto
Zhang Chao /  Cao Zhen vs.  Hao Shuai /  Mu Zi 11-7, 11-7, 11-9, 9-11, 11-8